# Andreas Althamer

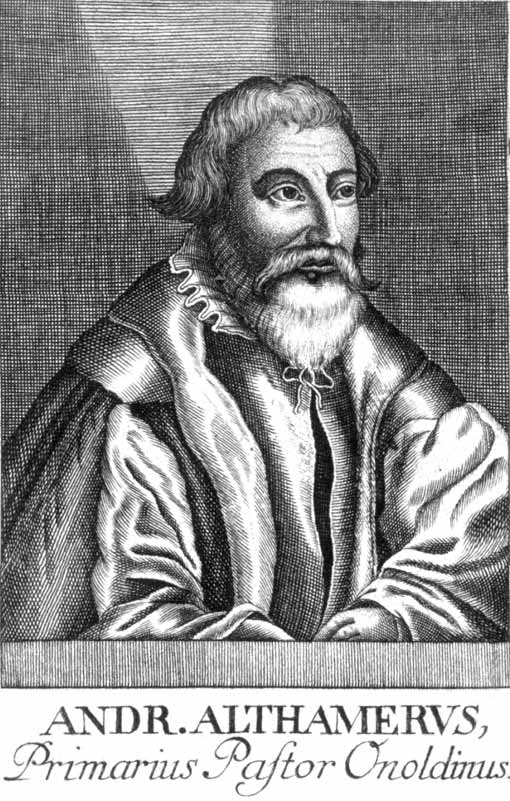
Andreas Althammer

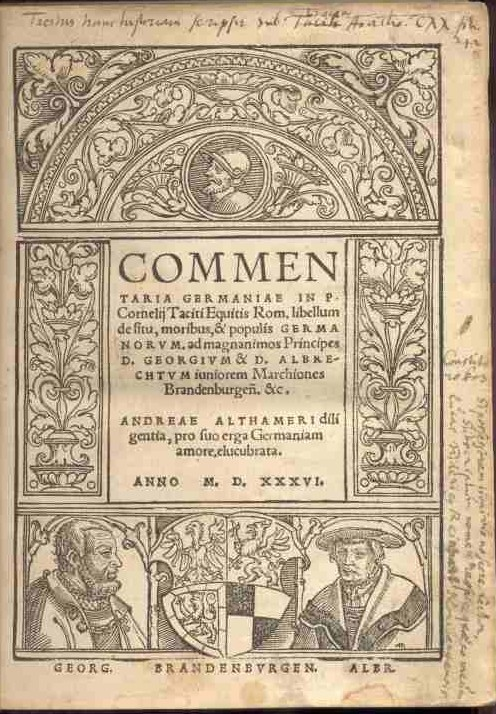
Commentarii 1536

Andreas Althamer (auch Andreas Altheimer, Althammer) (* um 1500 in Brenz; † um 1539 in Ansbach), war ein deutscher Humanist und Reformator.

## Leben und Wirken
Althamer studierte nach dem Besuch der Schule in Augsburg an den Universitäten in Leipzig und Tübingen. Nach dem Abschluss seiner Studien wurde er Schullehrer in Halle (Saale), Schwäbisch Hall und Reutlingen. 1524 finden wir ihn aber als Priester in Schwäbisch Gmünd, wo er die Reformation einführen wollte. Hier trat er vor allem mit seiner ersten Schrift hervor, die seine Eheschließung behandelte. Jedoch scheiterte die Unternehmung am Widerstand des Gmünder Rates.
1525 wurde er wegen seiner lutherischen Gesinnung abgesetzt und ging an die Universität Wittenberg, um sich einer Verfolgung durch den Schwäbischen Bund zu entziehen. In Wittenberg nahm er ein Studium der Theologie auf und wurde so zum Schüler Martin Luthers. Im Sommer 1526 finden wir ihn in Nürnberg, wo er hauptsächlich schriftstellerisch tätig war. Als Althamer im Frühjahr 1527 Pfarrer in Eltersdorf wurde, vollendete er seine „Diallage“, in der er dem Täufer Hans Denck entgegentrat.
Als Diakonus an die Sebalduskirche in Nürnberg gewechselt, nahm er 1528 am Berner Religionsgespräch teil. Im Mai wurde er auf Empfehlung von Lazarus Spengler von dem Markgrafen Georg dem Frommen zum Stadtpfarrer in Ansbach berufen. Zusammen mit Johann Rurer führte er die Visitation durch. Zugleich mit dieser Arbeit erschien sein „Catechismus“, der auf die zeitgenössische katechetische und liturgische Literatur nicht ohne Einfluss geblieben ist. Auch in organisatorischer Hinsicht hat er für das fränkische Gebiet große Bedeutung; er richtete Synoden ein und führte die Brandenburgisch-Ansbachische Kirchenordnung von 1533 durch.
Auch an den fränkischen Bekenntnissen hatte er nicht unerheblichen Anteil. Wie sehr er als kirchlicher Organisator und theologischer Schriftsteller geschätzt wurde, geht auch aus der Tatsache hervor, dass er 1537 von Markgraf Hans von Küstrin zur Durchführung der Reformation in die Neumark gebeten wurde. Als Althamer kurz vor dem Nürnberger Konvent von 1539, an dem er als fränkischer Abgesandter teilnehmen sollte, verstarb, verlor die Reformation in Franken vorzeitig ihren eifrigsten Förderer.

## Briefe und Handschriftliches
Eine wichtige Quelle zum Leben Althamers sind lateinische Briefe, die in Andreae Althameri Vita von Johann Arnold Ballenstedt (Wolfenbüttel 1740) abgedruckt wurden. Ballenstedts Vorlage war die humanistische Sammelhandschrift Althamers in der Herzog August Bibliothek Wolfenbüttel.
Weitere Briefe entdeckte Hermann Ehmer in einer Handschrift des Bamberger Staatsarchivs.

## Werke
- Von dem hochwirtigen Sacrament, Augsburg 1526
- Von der Erbsund, Nürnberg 1527
- Diallage, hoc est conciliatio locorum scripturae qui prima facie inter se pugnare videntur, 1527
- Catechismus. Das ist Unterricht zum christlichen Glauben, wie man die Jugend lehren und ziehen soll, in Frageweis und Antwort gestellt, 1528
- Silva biblicorum nominum, qua virorum, mulierum, populorum, civitatum etc. propria vocabula, quorum in sacris bibliis mentio explicantor, 1630
- Kommentar zu Tacitus Germania, 1529; eine erweiterte zweite Auflage erschien 1536 in Nürnberg unter dem Titel Commentaria Germaniae in P. Cornelij Taciti equitis Rom. libellum de situ, moribus & populis Germanorum
- Diallage, hoc est, conciliatio locorum Scripturae. …; Conciliationes locorum scripturae, qui specie tenus inter se pugnare videntur, Nürnberg 1544 online

Ein Verzeichnis seiner Werke bietet das VD 16.